# Friesodielsia
Friesodielsia là chi thực vật có hoa trong họ Annonaceae.